# The Donnas
The Donnas (också känd som The Electrocutes, Ragady Anne och Screen) är ett amerikanskt rockband från Palo Alto, Kalifornien. Bandet består av fyra kvinnor, samtliga födda 1979. Gruppen skapades i maj 1993, då de ännu gick i high school. 

## Historik
I början kallade bandet sig Ragady Anne och spelade mest covers på R.E.M., Shonen Knife och The Muffs. De repade praktiskt taget varje dag efter skolan under tiden i high school och fick släppa en singel för ett lokalt skivbolag. Efter ett tag bytte man namn till The Electrocutes och man tog musikaliska intryck från riot grrrl-band som Bikini Kill. 
De spelade på småställen runt om i Bay Area och blev kontaktade av Darin Rafaelli, en lokal skivbolagsboss. Han hade skrivit en samling Ramones-inspirerade låtar som han erbjöd flickorna. De gillade låtarna och skapade sig Ramones-dyrkande alter egos, Brett Anderson blev Donna A, Allison Robertson kallade sig Donna R, Maya Ford för Donna F och Torry Castellano för Donna C.
Debutalbumet The Donnas gavs ut 1998 på Rafaellis bolag Super*teem. Efter en turné i Japan skrev de på för bolaget Lookout! Records, som gav ut deras nästa tre album. 2001 bytte de till det större skivbolaget Atlantic Records, för vilka de debuterade med Spend the Night 2002. Albumet blev deras första att listas på Billboard Hot 100. Inför deras sjunde album, Bitchin' 2007, startade bandet ett eget skivbolag, Purple Feather Records.

## Medlemmar
Medlemmarna i The Donnas kallar sig alla för Donna plus den första bokstaven i sitt riktiga efternamn som en tribut till de musikaliska förebilderna i Ramones, som alla kallade sig "Ramone" i efternamn (Joey Ramone, Johnny Ramone, Dee-Dee Ramone osv). I och med arbetet med plattan Gold Medal började de använda enbart sina riktiga namn.
Nuvarande medlemmar
- Donna A (Brett Anderson) – sång, piano (1993– )
- Donna R (Allison Robertson) – gitarr (1993– )
- Donna F (Maya Ford) – basgitarr, bakgrundssång (1993– )
- Amy Cesari – trummor, bakgrundssång (2009– )

Tidigare medlemmar
- Donna C (Torry Castellano) – trummor (1993–2009)

Bildgalleri

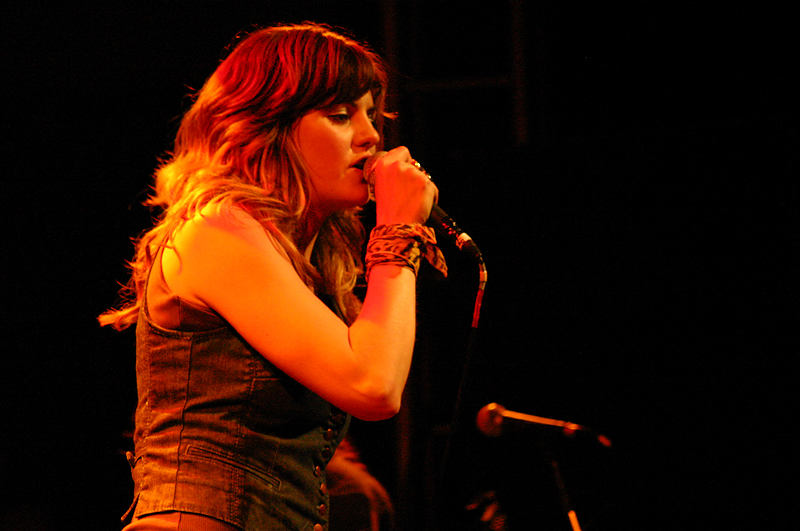
Brett Anderson
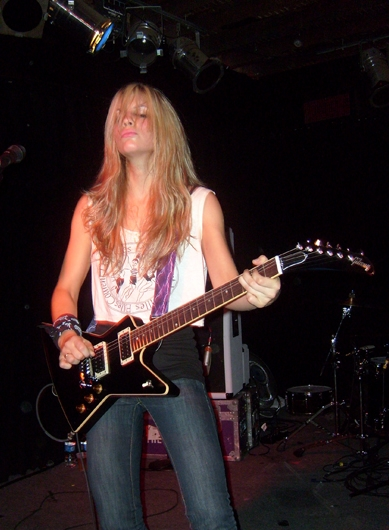
Allison Robertson
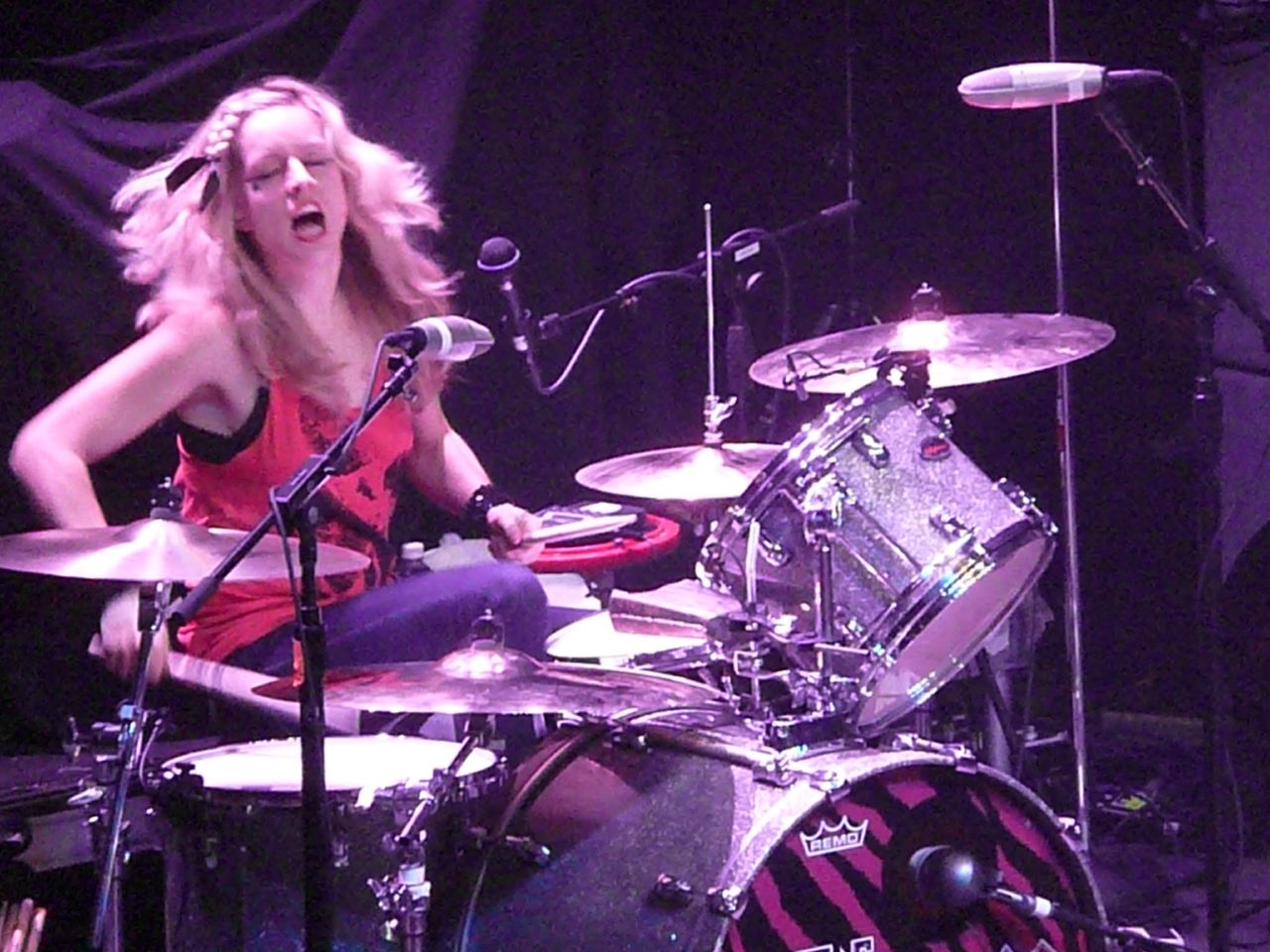
Torry Castellano
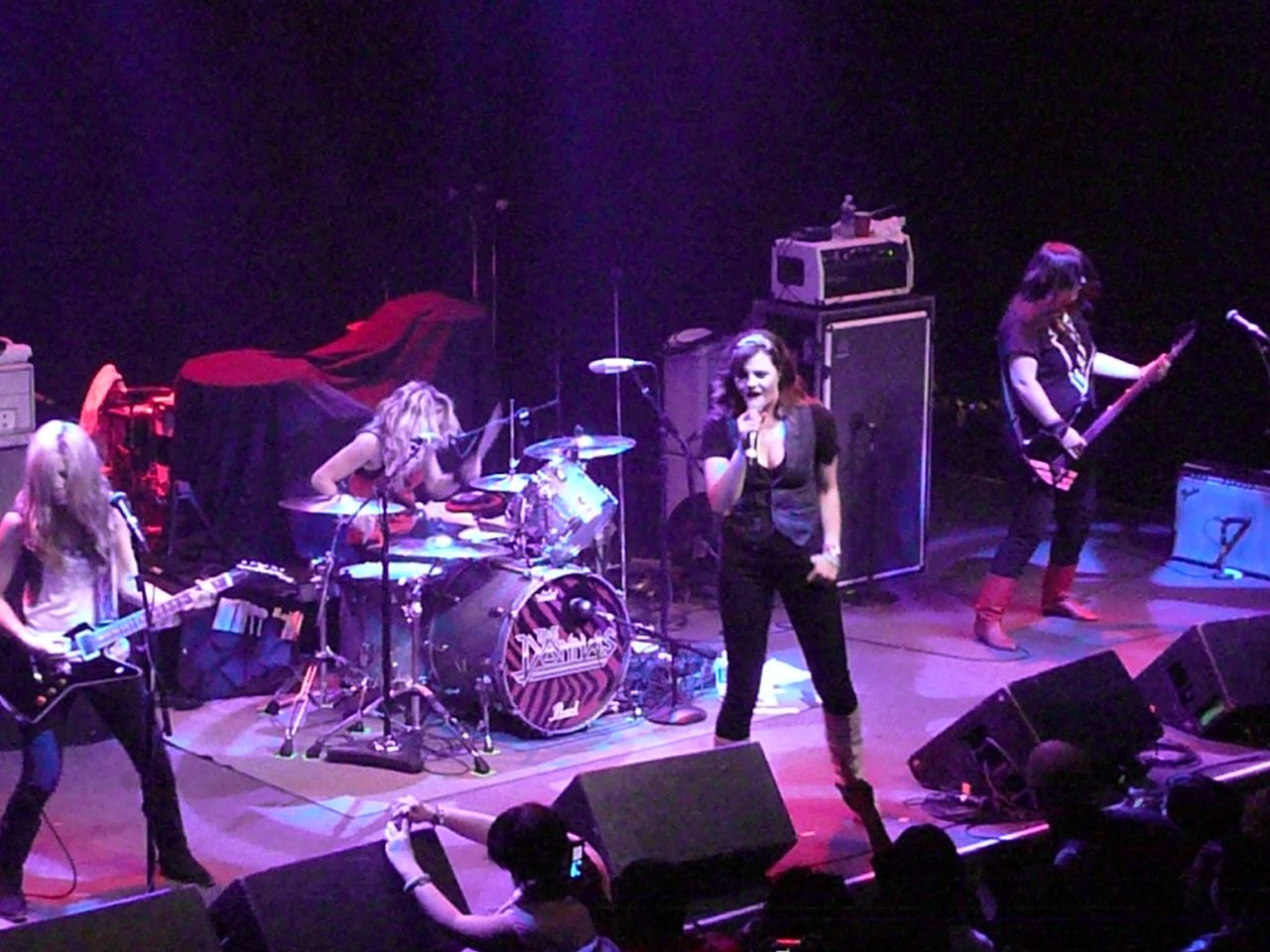
The Donnas live 2008

## Diskografi
Studioalbum
- 1998 – The Donnas
- 1998 – American Teenage Rock 'n' Roll Machine
- 1999 – Get Skintight
- 2001 – The Donnas Turn 21
- 2002 – Spend the Night
- 2004 – Gold Medal
- 2007 – Bitchin'

Samlingsalbum
- 2009 – Greatest Hits Vol. 16